# Donkerrode amarant
De donkerrode amarant of donkerrode astrilde (Lagonosticta rubricata) is een tot de familie van de prachtvinken (Estrildidae) behorend zangvogeltje dat in Nederland soms in gevangenschap gehouden wordt. De herkomst is Centraal-Afrika van de Nigerrivier tot Eritrea en naar het zuiden tot aan Zuid-Afrika.

## Kenmerken
De schedel, nek en rug zijn olijfkleurig bruin evenals de vleugels en de uiteinden van de staartveren. De keel, hals, borst en buik zijn karmijnrood evenzo het bovenste deel van de staart. De flanken hebben wat witte spikkels en het onderste deel van de buik is donkergrijs. Het vrouwtje lijkt op het mannetje maar is iets minder fel van kleur.

De totale lengte van kopje tot staartpuntje is 11 centimeter.

## Verzorging
Het is een aardig vogeltje dat goed in een gemengd gezelschap gehouden kan worden. Deze vogel is, wanneer hij geacclimatiseerd is, zelfs in een goed beschutte buitenvolière te houden. Hij kan alleen niet goed tegen guur weer, regen en kou. In het koude seizoen kan hij beter naar binnen gehaald worden of hij moet de beschikking hebben over een goed verwarmd nachthok. De donkerrode amarant moet gevoederd worden met geel milletzaad, eigeel, kleine meelwormen en miereneieren. De verzorging is ongeveer gelijk aan die van de vuurvink. 
Schoon drinkwater, grit en maagkiezel moeten vanzelfsprekend altijd ter beschikking staan.

## Verspreiding en leefgebied
- L. r. polionota: van zuidelijk Senegal tot Nigeria.
- L. r. congica: van Kameroen tot zuidelijk Soedan, westelijk Oeganda, zuidelijk en oostelijk Congo-Kinshasa en noordelijk Angola.
- L. r. haematocephala: oostelijk Soedan, Ethiopië, centraal en zuidelijk Oeganda, westelijk en centraal Kenia, zuidelijk tot Zambia, Malawi, oostelijk Zimbabwe, oostelijk Tanzania en noordelijk en centraal Mozambique.
- L. r. rubricata: zuidelijk Mozambique en noordelijk en oostelijk Zuid-Afrika.